# Cleora fumipennis
Cleora fumipennis là một loài bướm đêm trong họ Geometridae.